# Yeni Sakarya Stadyumu
Das Yeni Sakarya Stadyumu (deutsch Neues Stadion Sakarya) ist ein Fußballstadion in der türkischen Stadt Adapazarı, Provinz Sakarya, im Nordwesten des Landes. Es ist die Heimspielstätte des Fußballclubs Sakaryaspor.

## Geschichte
Das Yeni Sakarya Stadyumu wurde vom April 2013 bis Oktober 2017 errichtet. Es löste das 1980 eröffnete Sakarya Atatürk Stadı mit 13.216 Plätzen als Spielstätte von Sakaryaspor ab. Das neue Stadion in Adapazarı bietet auf den doppelstöckigen Tribünenringen 28.154 Plätze, davon 7105 Business-Sitze und 661 V.I.P.-Sitze. Der Entwurf wurde von 2012 bis 2013 vom türkischen Architekturbüro Alper Aksoy Mimarlık erstellt. Das Stadion hat einen elliptischen Grundriss, obwohl es hauptsächlich für den Fußball mit rechteckigem Spielfeld genutzt wird. Die Dachkonstruktion überspannt eine Fläche von 41.500 m², davon 3500 m² mit transparentem PTFE und dem Rest aus PVC. Die Querachse des Dachs misst 236 Meter und die Längsachse 272 Meter. Die längsten Dachträger messen über 70 Meter. Die Fassade ist mit einem rautenförmigen Stahlgewebe verkleidet. Die Rauten wurden mit einem transparentem PVC-Gewebe in verschiedenen Farben bespannt. Die Fassade besitzt eine Fläche von 10.000 m². Die Bestuhlung besteht überwiegend aus grünen Kunststoffsitzen. Mit schwarzen Sitzen werden auf dem Unterrang der Gegentribüne Sakarya und einer Hintertortribüne 1965, Gründung von Sakaryaspor, dargestellt. Die ursprünglich geplanten Baukosten von 106 Mio. TRY lagen am Ende bei 151 Mio. TRY. Die Anlage wurde am 8. Oktober 2017 mit dem Spiel der TFF 2. Lig zwischen Sakaryaspor und Kahramanmaraşspor (2:1) eröffnet. Vor der Partie gab es eine Choreografie.